# Lёd
Lёd (Лёд) è un film del 2018 diretto da Oleg Trofim.

## Trama
Nadja sognava di ballare sul ghiaccio fin dall'infanzia e di conseguenza divenne una famosa pattinatrice artistica. Ma all'improvviso il destino le mette alla prova.